# Hageberg
Der Hageberg ist ein Stadtteil im Westen Wolfsburgs.

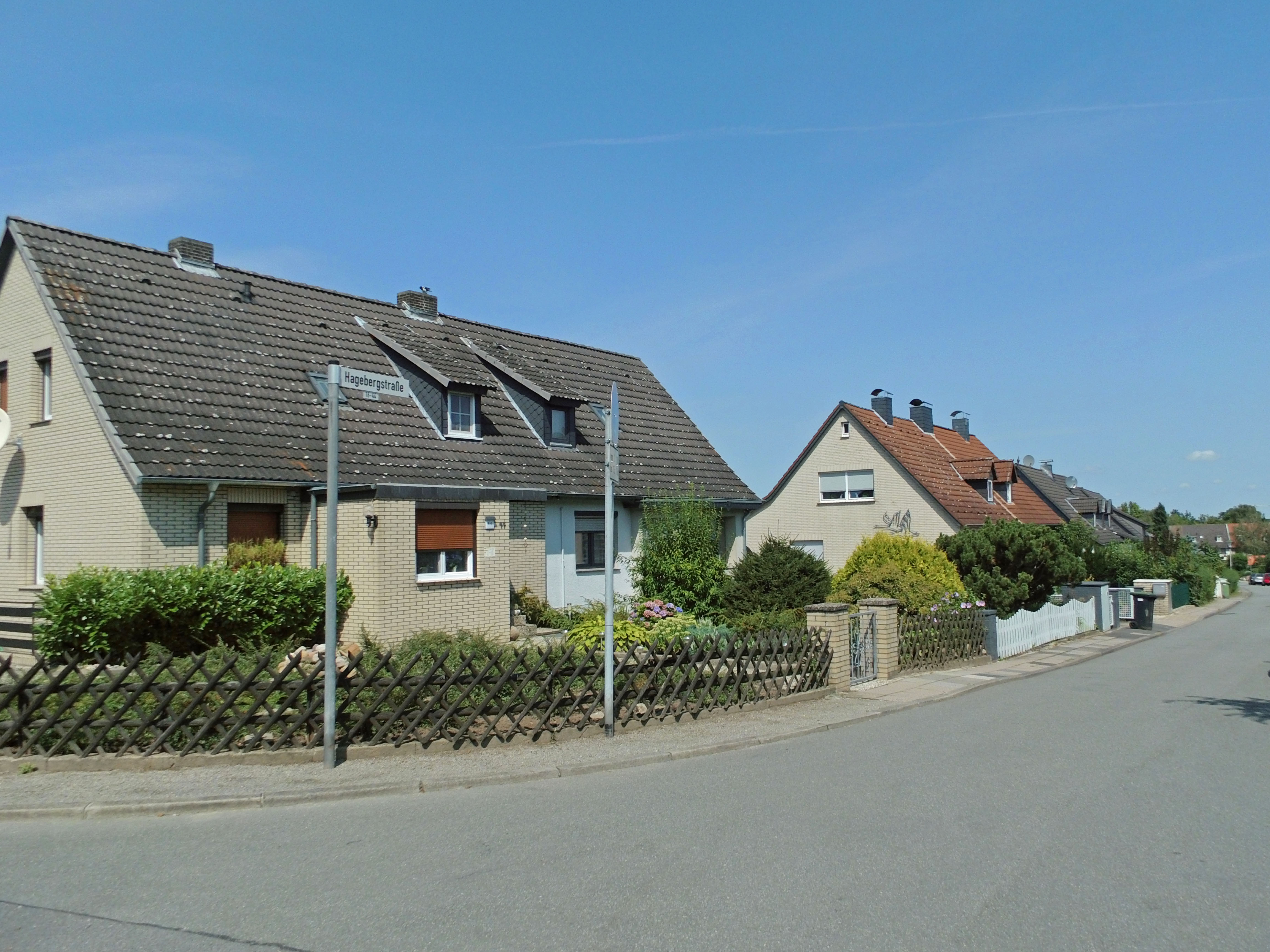
Wohnhäuser an der Hagebergstraße aus den 1950er Jahren

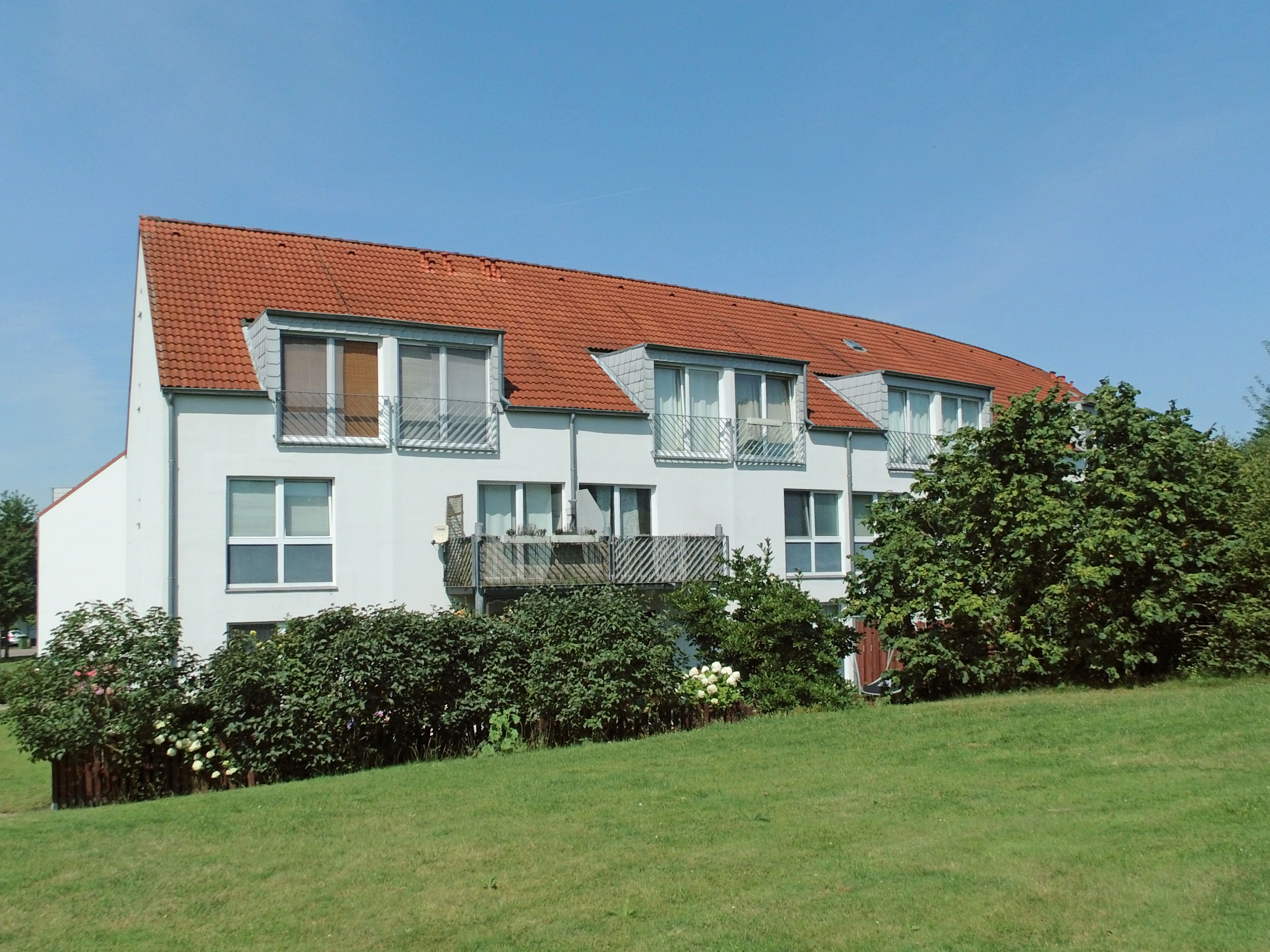
Wohnhaus im Gebiet Hageberg-West aus den 1990er Jahren

## Geschichte
1938, im Jahr der Stadtgründung, war das Gebiet des heutigen Stadtteils nicht bebaut. Von 1954 bis 1956 erfolgte die Bebauung des Stadtteils, am damaligen westlichen Stadtrand von Wolfsburg. Etwa Anfang der 1970er Jahre wurden die beiden Rückhaltebecken angelegt. 1991 erfolgte der 1. Spatenstich für das südwestlich vom Hageberg gelegene neue Baugebiet Hageberg-West, in den folgenden Jahren entstand die dortige Wohnbebauung. Kurioserweise gehört das Gebiet Hageberg-West aber offiziell zum Stadtteil Laagberg, daher werden die Einwohner statistisch auch nicht beim Hageberg, sondern beim Laagberg mitgezählt. 2001/02 wurde nördlich der Heinrich-Nordhoff-Straße das Forum AutoVision der Wolfsburg AG erbaut, es beherbergt Gewerberäume für die Volkswagen AG und deren Zulieferunternehmen sowie für Unternehmensgründer. Von 2004 bis 2006 wurde, ebenfalls von der Wolfsburg AG, der MobileLifeCampus erbaut; zwischen dem ursprünglichen Wohngebiet und den Rückhaltebecken gelegen beherbergt er unter anderem die AutoUni.

## Religion
Die Gemeinde Apostelamt Jesu Christi verfügte über eine Kirche an der Grauhorststraße. Das Gotteshaus wurde am 8. Oktober 1961 als „Johanneskapelle“ der Methodistischen Kirche (MK) eingeweiht und am 7. Januar 1968 von der Methodistischen Kirche wieder verkauft. In den 2010er Jahren wurde die Kirche von der Gemeinde Apostelamt Jesu Christi aufgegeben.

## Politik
Der Hageberg bildet gemeinsam mit den benachbarten Stadtteilen Eichelkamp, Hohenstein, Klieversberg, Laagberg, Rabenberg und Wohltberg die Ortschaft Mitte-West, die durch einen Ortsrat vertreten wird. Ortsbürgermeister ist Sabah Enversen (SPD).

## Sehenswürdigkeiten
Das Rückhaltebecken direkt am Kölner Ring ist ein beliebter Ort für Spaziergänger und Fahrradfahrer.

### Kunst im Stadtbild
- Drei Tore (1995) von Susanne Specht (Berlin) – Hageberg-West